# شهر النکویر، پرتغال
شهر النکویر، پرتغال (به پرتغالی: Alenquer Municipality, Portugal) یک شهرک در پرتغال است که در ناحیه لیسبون واقع شده‌است.

## خصوصیات
شهر النکویر ۳۰۴٫۲ کیلومترمربع مساحت و ۴۲٬۹۳۲ نفر جمعیت دارد.